# Дуби на вул. Миру
Дуби́ на вул. Ми́ру — ботанічна пам'ятка природи місцевого значення в Україні. Об'єкт природно-заповідного фонду Сумської області. 
Розташована в місті Тростянець Сумської області, на вулиці Миру, 2 (неподалік від «Круглого двору»). 

## Опис
Площа 0,02 га. Статус надано згідно з рішенням облвиконкому від 31.12.1980 року № 704, і рішенням облради від 19.10.2000 року. Перебуває у віданні підприємства «Тростянецькомунсервіс». 
Статус надано для збереження кількох екземплярів вікових дубів. 

## Галерея

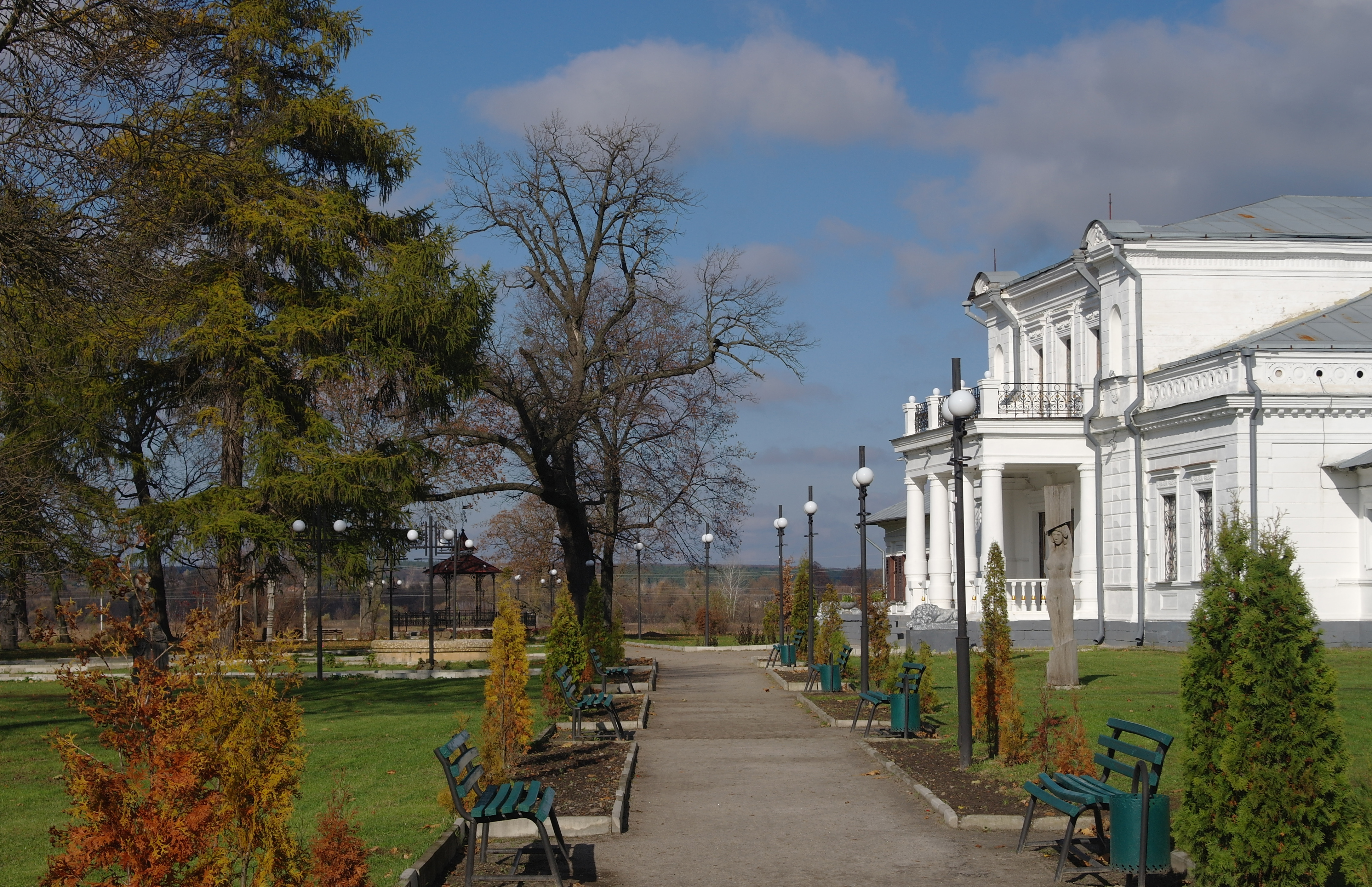
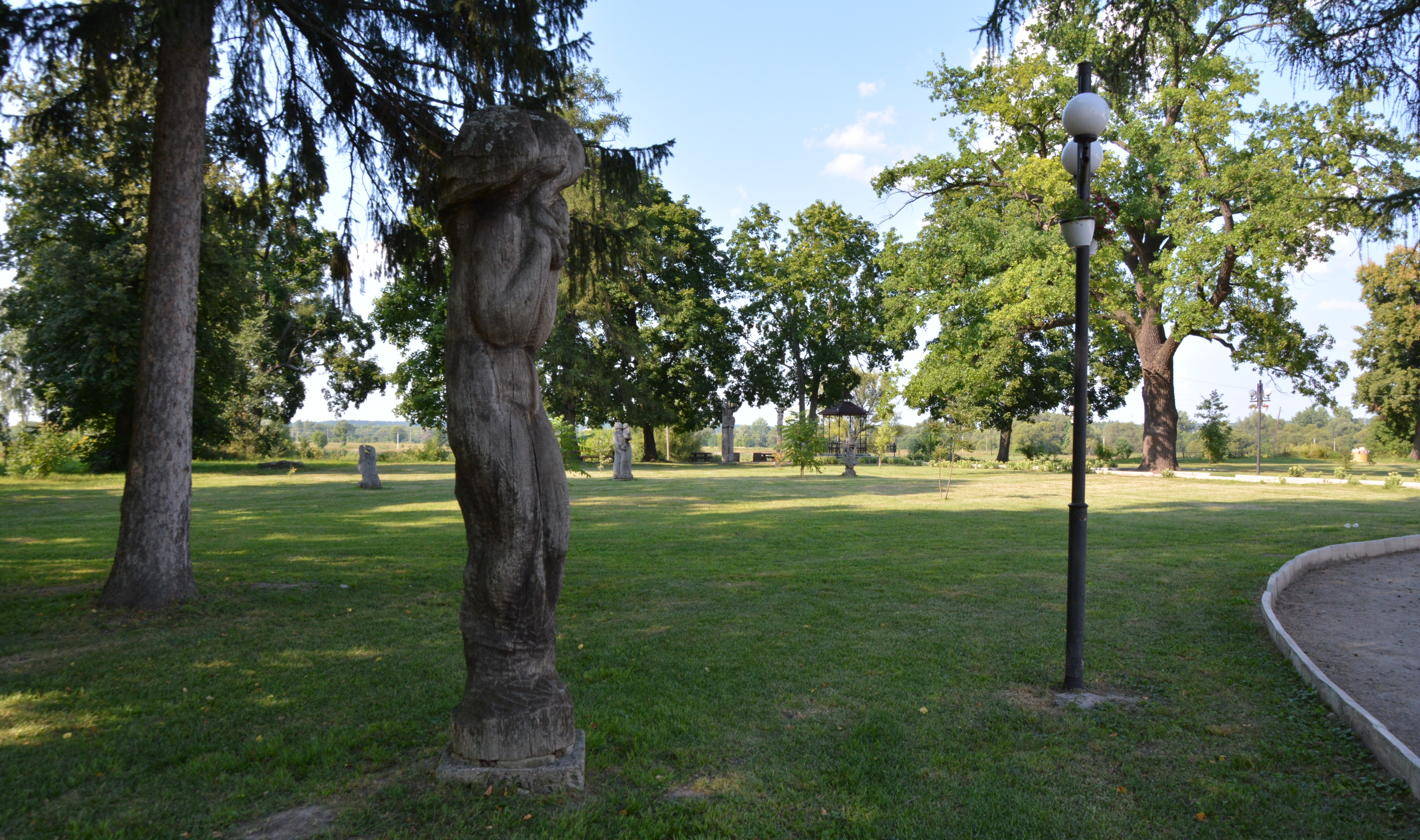
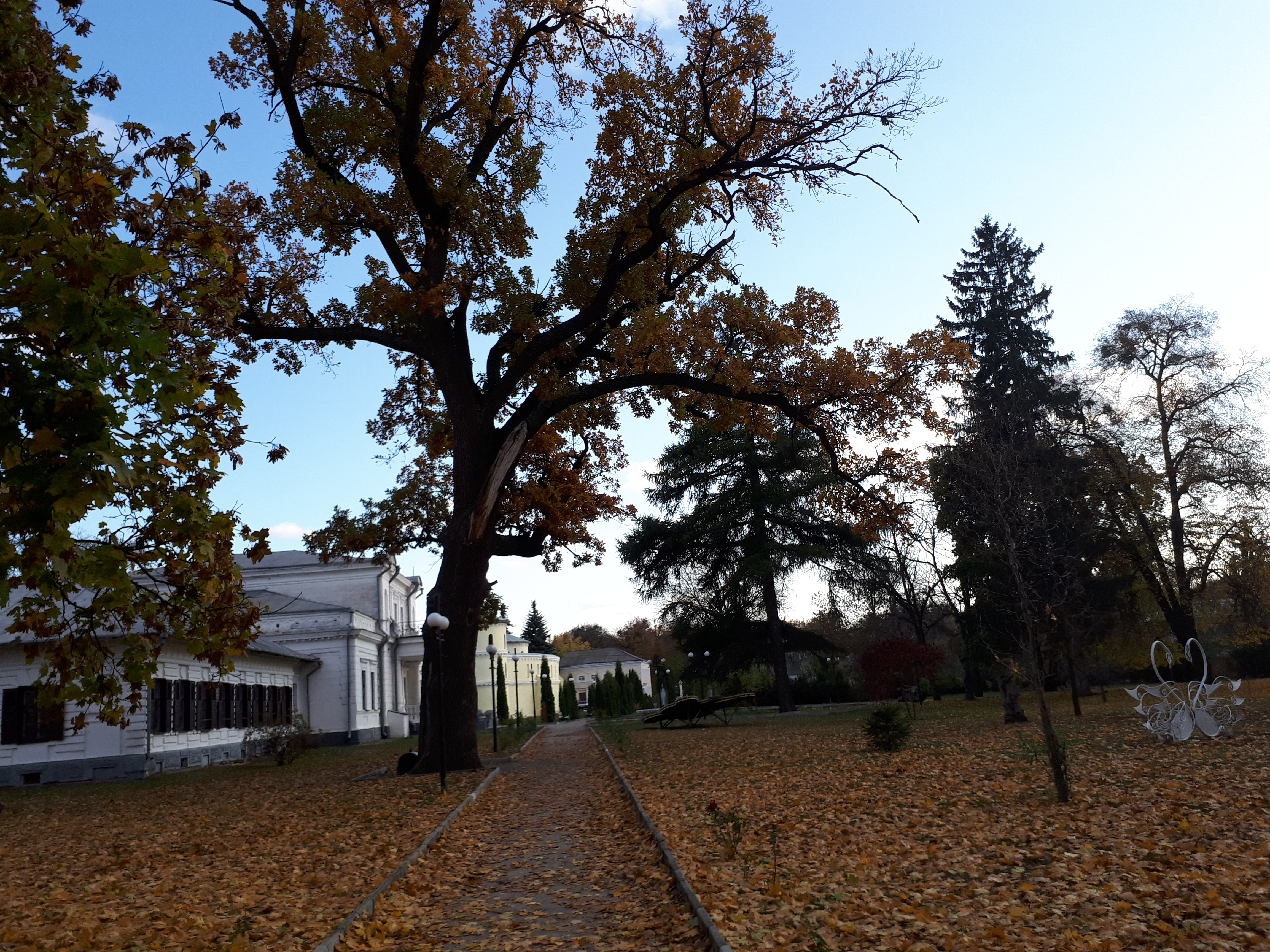